# Folignano
Folignano (Fiagnà in dialetto ascolano) è un comune italiano di 8 689 abitanti della provincia di Ascoli Piceno nelle Marche.

## Geografia fisica
Folignano sorge su una collina a sud di Ascoli Piceno, tra il Colle San Marco a ovest e il comune di Maltignano a est. Territorio di confine con l'Abruzzo, dista pochi chilometri dal capoluogo di provincia e circa 35 km dal mare Adriatico.
Folignano è l'unico comune piceno, insieme al confinante Maltignano, ad estendersi interamente a sud del fiume Tronto.
Il territorio comunale, prevalentemente collinare, è attraversato dal torrente Marino, che da sud-ovest scorre in direzione nord fino a confluire nel Tronto. L'altitudine del territorio diminuisce gradualmente scendendo verso la vallata del Tronto. Ad est del Marino, continuando verso la Val Vibrata, il paesaggio è piano e meno scosceso; mentre la porzione sud-occidentale è più impervia, sviluppandosi nel settore pedemontano posto alle falde della Montagna dei Fiori e del Colle San Marco. 
Nella porzione nord-orientale si erge la collina di Rocca di Morro, dalla quale si dirama il lungo crinale che si estende fino al Mare Adriatico e che separa la Valle del Tronto da quella del Vibrata.
Il territorio di Folignano è situato nella Valle del Tronto. A nord confina con Ascoli Piceno, a est con Maltignano, a sud con i comuni abruzzesi di Civitella del Tronto e Sant'Egidio alla Vibrata e ad ovest sempre con Ascoli Piceno.
Nella classificazione sismica della protezione civile è identificato come Zona 2, cioè zona a sismicità media, mentre nella classificazione climatica è contrassegnato come Zona D.

## Origini del nome
L'origine del nome non è mai stata accertata. Si pensa che esso derivi dal latino fu lignum che stava ad indicare la massiccia presenza di boschi intorno al paese. Secondo altre tesi il paese deve il suo nome al castrum faundanianum (oggi Castel Folignano), un avamposto difensivo medievale di cui ancora oggi si conservano i ruderi.

## Storia
A testimoniare un passato preromano sono le necropoli picene che sono state rinvenute nei pressi di Folignano e della frazione di Piane di Morro, in quest'ultima è stata ritrovata una spada di bronzo con una particolare elsa "ad antenne". Già in epoca romana il colle di Rocca di Morro era un punto strategico noto come Castrum Muricae. Nell'attuale territorio comunale erano presenti anche delle ville romane. Con la caduta dell'Impero Romano e l'avvento del Medioevo iniziò il periodo dell'incastellamento. Le ville vennero abbandonate e sulla sommità dei colli furono edificati castelli fortificati, tra cui si ricordano nella zona il Castello di Pigna, di San Gennaro, di San Cipriano e di Rocca di Morro. San Cipriano e San Gennaro erano anche a capo di due sindicati dipendenti dalla città di Ascoli Piceno. Dall'anno 996 viene anche citato Castrum Fundanianum, l'attuale Castel Folignano, principale fortificazione della zona di confine meridionale. Nel XVI secolo Castel Folignano decade e il centro sociale e amministrativo si sposta a Sancti Jennari de Folignano, l'attuale Folignano. Inizialmente la Villa di San Gennaro era composta da quattro nuclei distinti, Piedi la Villa, Spiazzo, Colle Pasquale e Capo la Villa. Durante il Risorgimento il territorio è stato coinvolto ad eventi legati al brigantaggio, soprattutto dovuti alla posizione frontaliera del comune e alla sua vicinanza con la roccaforte borbonica di Civitella. Nel dopoguerra con l'espansione demografica i quattro nuclei si fondono nell'unico centro urbano attuale di Folignano. Inoltre si vengono a formare nuove frazioni moderne, Villa Pigna, Case di Coccia e Piane di Morro.

### Simboli
Il comune utilizza uno stemma privo di formale decreto di concessione che si può blasonare: semitroncato partito: il primo d'azzurro, al monte al naturale, fondato sulla campagna d'oro; il secondo pure d'azzurro, al castello al naturale, fondato in punta e uscente dal margine sinistro, torricellato e finestrato d'oro; il terzo di verde, ai sei bisanti d'oro, ordinati 3, 2, 1, accompagnati in capo dai tre gigli d'oro, ordinati in fascia ed alternati ai quattro denti di un lambello di rosso. Il monte ricorda l'altura di Villa San Gennaro mentre il castello simboleggia le fortificazioni di Castel Folignano. Le sei palle sono riprese dallo stemma della famiglia Tibaldeschi che si trova su una casa rinascimentale che risale al 1557 (oggi casa parrocchiale) poiché nel 1344 il paese fu ceduto da papa Bonifacio IX al capitano Tibaldeschi di Ascoli come ricompensa per i servizi prestati contro il Duca di Atri.
Il gonfalone in uso è un drappo di azzurro con decori d'oro invece che d'argento anche se il comune non si fregia del titolo di Città.

## Società

### Evoluzione demografica
Abitanti censiti

### Tradizioni e folclore

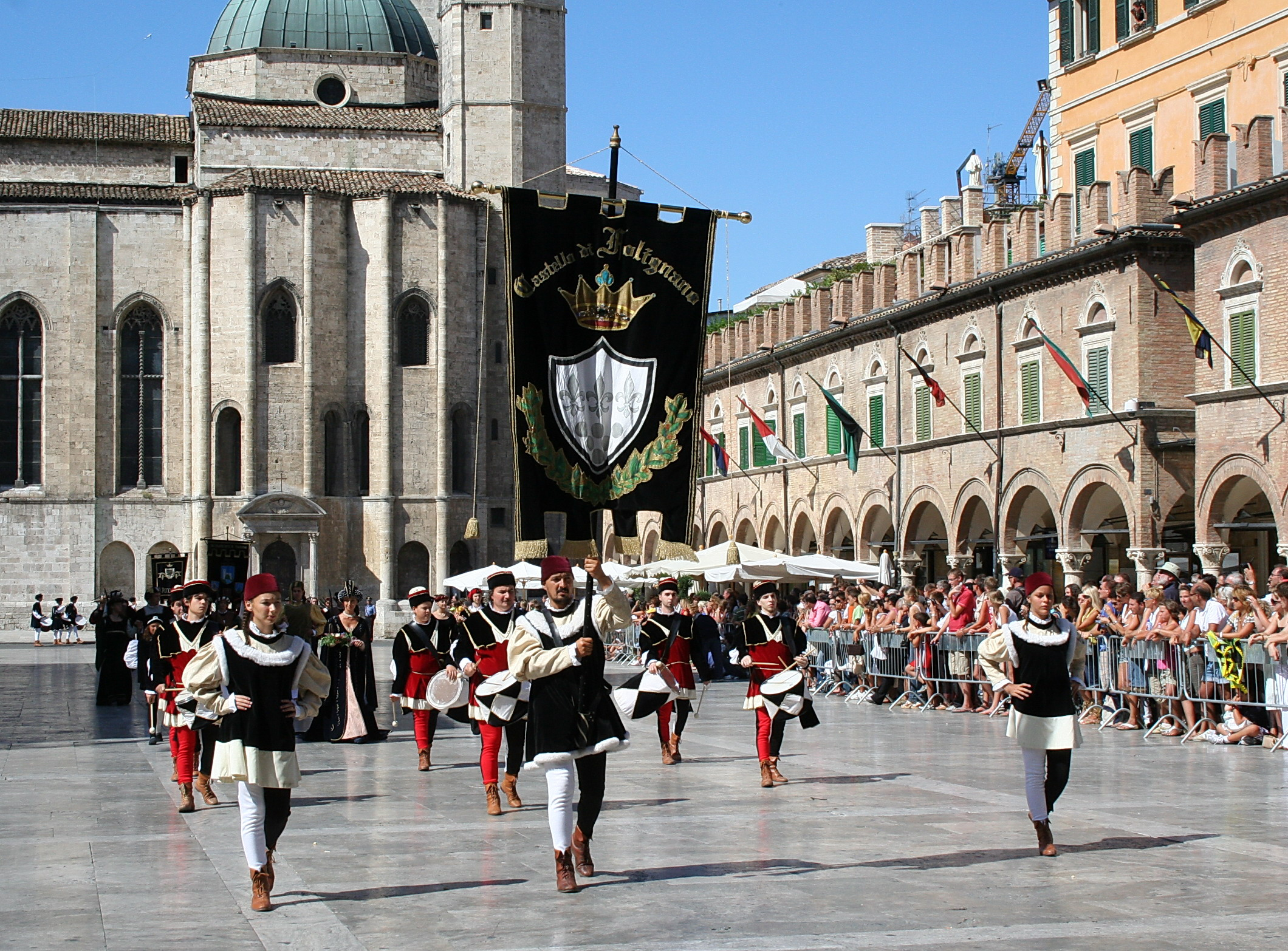
Sfilata del corteo della Quintana di Ascoli Piceno: delegazione del Castello di Folignano

Il territorio di Folignano in passato fu un luogo ricco di tradizioni legate ai culti di San Cipriano e alla cura di certe malattie nervose (come convulsioni ed epilessia), morsi o punture di animali (vipere, ragni, scorpioni ed anche cani) e disfunzioni varie legate alla maternità. Si pensa che tali culti siano nati in epoca pagana alle pendici della Montagna dei Fiori e poi spostatisi più a valle. Con la cristianizzazione i culti pagani furono assimilati a quelli di San Cipriano, santo ritenuto magico dal popolino. Tale culto è anche testimoniato dalla chiesa di San Cipriano, nei pressi di Castel Folignano, e dall'omonima località che si estende fino al confine abruzzese. Gli abitanti dell'ascolano si recavano a San Cipriano per curarsi tramite un "tocco", contatto che avrebbe dovuto infondere in loro lo spirito taumaturgico del santo. Principali metodi contro queste malattie o disagi erano spesso ferri arroventati (chiodi, chiavi, ferri di cavallo), ramoscelli di vite e immancabili formule magiche, atte ad esorcizzare il demonio, presunto artefice del male. Abituali "pazienti" che si recavano nel territorio di Folignano erano le donne affette da lu mali matrò, ovvero l'insieme dei mali legati al parto, alla gestazione e al ciclo mestruale.
Una delegazione in costume storico di Folignano partecipa, ogni anno, alla sfilata del corteo della Quintana di Ascoli Piceno.

## Geografia antropica

### Frazioni
Il comune di Folignano ha 7 frazioni (Case di Coccia, Castel Folignano, Piane di Morro, Sant'Antonio, San Benedetto, San Cipriano, Villa Pigna). 
- Case di Coccia: frazione di 524 abitanti, sorge nei pressi del torrente Marino, tra Piane di Morro e Villa Pigna. Leggenda vuole che presso la Fonte a Cagnà, a Sud della piccola frazione, nacque nel 1269 Francesco Stabili, meglio conosciuto come Cecco d'Ascoli. Qui ha sede la più importante squadra di calcio del comune: l'A.S.D. Ciabbino, militante nel campionato di Eccellenza.
- San Cipriano: 61 abitanti, è una località di campagna situata a sud di Castel Folignano, in una zona collinare prossima al confine con Civitella del Tronto. In passato in un colle era posto il castello di San Cipriano, oggi non più esistente.
- San Benedetto: piccola frazione posta appena ad ovest della sede comunale, ai piedi del Colle Giammatura, nella strada per il Colle San Marco, il nucleo abitato di San Benedetto presenta costruzioni di interesse storico.
- Villa Pigna: con i suoi 5 077 abitanti è la frazione più popolosa, è divisa in Villa Pigna Bassa e Alta. Posizionata a nord di Folignano, verso Ascoli Piceno, è stata costruita e popolata in pochi anni a causa del trasferimento di molte famiglie dal capoluogo piceno. Nella parte alta della frazione sorgeva in passato il Castellare di Pigna.
- Piane di Morro: 1 331 abitanti, frazione posta ed est del torrente Marino, prossima al confine con Maltignano, anch'essa di recente sviluppo. Non lontana dalla frazione c'è Rocca di Morro, collina che domina sulla valle del Tronto, sede di un'antica fortificazione di confine.
- Sant'Antonio: località vicina a Piane di Morro e al confine abruzzese, vi è ubicato il campo sportivo comunale.
- Castel Folignano: 46 abitanti, è situato appena a sud-est dalla sede comunale, affacciato sul corso del torrente Marino. La frazione in passato era un importante punto strategico fortificato, a testimoniare ciò sono i resti del castello medievale (l'antico Castrum Faundanianum).

## Infrastrutture

### Strade
Il comune di Folignano è collegato principalmente dal Raccordo autostradale 11 (collegamento est-ovest, dall'autostrada A14 fino confluire nella Strada statale 4 Via Salaria e proseguire verso Roma) ed ha lo svincolo "Ascoli Piceno Est - Folignano".

### Ferrovie
Il comune è servito dalla Stazione di Marino del Tronto-Folignano sulla linea Ascoli Piceno-San Benedetto del Tronto. La stazione e situata nel comune di Ascoli Piceno località Marino del Tronto.

## Amministrazione
| Periodo          | Periodo         | Primo cittadino     | Partito                            | Carica  | Note  |
| ---------------- | --------------- | ------------------- | ---------------------------------- | ------- | ----- |
| 11 luglio 1985   | 20 luglio 1990  | Vittorio Mazzantini | Democrazia Cristiana               | Sindaco | [ 7 ] |
| 20 luglio 1990   | 2 dicembre 1992 | Vittorio Mazzantini | Democrazia Cristiana               | Sindaco | [ 7 ] |
| 18 febbraio 1993 | 4 giugno 1993   | Luigi De Angelis    | Verdi                              | Sindaco | [ 7 ] |
| 4 giugno 1993    | 24 aprile 1995  | Giuseppe Mari       | Partito Socialista Italiano        | Sindaco | [ 7 ] |
| 24 aprile 1995   | 14 giugno 1999  | Giuseppe Mari       | Centro-sinistra                    | Sindaco | [ 7 ] |
| 14 giugno 1999   | 14 giugno 2004  | Pasquale Allevi     | Centro-destra                      | Sindaco | [ 7 ] |
| 14 giugno 2004   | 8 giugno 2009   | Pasquale Allevi     | Centro-destra                      | Sindaco | [ 7 ] |
| 8 giugno 2009    | 26 maggio 2014  | Angelo Flaiani      | Centro-destra                      | Sindaco | [ 7 ] |
| 26 maggio 2014   | 27 maggio 2019  | Angelo Flaiani      | Lista civica Folignano bene comune | Sindaco | [ 7 ] |
| 27 maggio 2019   | 10 giugno 2024  | Matteo Terrani      | Lista civica                       | Sindaco | [ 7 ] |
| 10 giugno 2024   | in carica       | Matteo Terrani      | Lista civica Folignano bene comune | Sindaco | [ 7 ] |

## Sport
La principale squadra di calcio l'A.S.D. Ciabbino, già militante nel campionato di Eccellenza, è confluita nella società A.S.D. Atletico Ascoli, l’altra squadra è il Vigor Folignano (Seconda Categoria).